# 胡斯強卡
51°0′3″N 33°36′25″E / 51.00083°N 33.60694°E
胡斯蒂揚卡（烏克蘭語：Хустянка）是位於烏克蘭東北部的村莊，由蘇梅州羅姆內區的赫梅利夫市鎮負責管轄。該村距離亞羅韋和馬利伊夫1公里，海拔高度166米，2001年該村落人口735。